# Episodi di Balko (seconda stagione)
La seconda stagione della serie televisiva Balko è stata trasmessa in anteprima in Germania dalla RTL Television tra l'8 ottobre 1996 e il 18 marzo 1997.
| nº | Titolo originale             | Titolo italiano | Prima TV Germania | Prima TV Italia |
| -- | ---------------------------- | --------------- | ----------------- | --------------- |
| 1  | Tödliche Verbindung          |                 | 8 ottobre 1996    |                 |
| 2  | Headhunter                   |                 | 15 ottobre 1996   |                 |
| 3  | Pitt, der Bär                |                 | 29 ottobre 1996   |                 |
| 4  | Blutige Hochzeit             |                 | 5 novembre 1996   |                 |
| 5  | Ein Toter zuwenig            |                 | 12 novembre 1996  |                 |
| 6  | Der falsche Mann             |                 | 19 novembre 1996  |                 |
| 7  | Robin Hood von Wambel        |                 | 17 dicembre 1996  |                 |
| 8  | Deine Augen im Gefrierfach   |                 | 7 gennaio 1997    |                 |
| 9  | Zoom                         |                 | 14 gennaio 1997   |                 |
| 10 | Ein Mann für gewisse Stunden |                 | 21 gennaio 1997   |                 |
| 11 | Der falsche Hase             |                 | 28 gennaio 1997   |                 |
| 12 | Der Baron                    |                 | 11 febbraio 1997  |                 |
| 13 | Die Zeugin                   |                 | 18 febbraio 1997  |                 |
| 14 | Tödliche Neugier             |                 | 25 febbraio 1997  |                 |
| 15 | Jonas                        |                 | 11 marzo 1997     |                 |
| 16 | Gelegenheit macht Diebe      |                 | 18 marzo 1997     |                 |